# アレクサンドル・ケムルジャン
アレクサンドル・ケムルジャン（露: Алекса́ндр Лео́нович Кемурджиа́н、1921年10月4日 - 2003年2月25日）は、ソビエト連邦（ロシア）の設計技術者。アレクサンダー・ケマルジャン、アレクサンダー・ケマルジアン等の表記もある。

## 概要
彼は、コロリョフ設計局（OKB-1 現S.P.コロリョフ ロケット&スペース コーポレーション エネルギア）の主任設計者セルゲイ・コロリョフの依頼により、ラーヴォチュキン設計局（OKB-301 現S・A・ラーヴォチュキン記念科学生産合同）において、当時の設計局代表ゲオルギー・ババキンと共に自走式の「ルノホート」（月面車）や火星面探検車（露: Марсоход）製作の指揮を執った。また、それらを初めとして極限状態での活動を前提にした自働もしくは遠隔操縦の機械をいくつも製作した。その中にはチェルノブイリ原子力発電所事故の事後処理に使われたものもある。彼は、世界的水準の惑星面探検車を国内で作るための学校の創始者でもある。

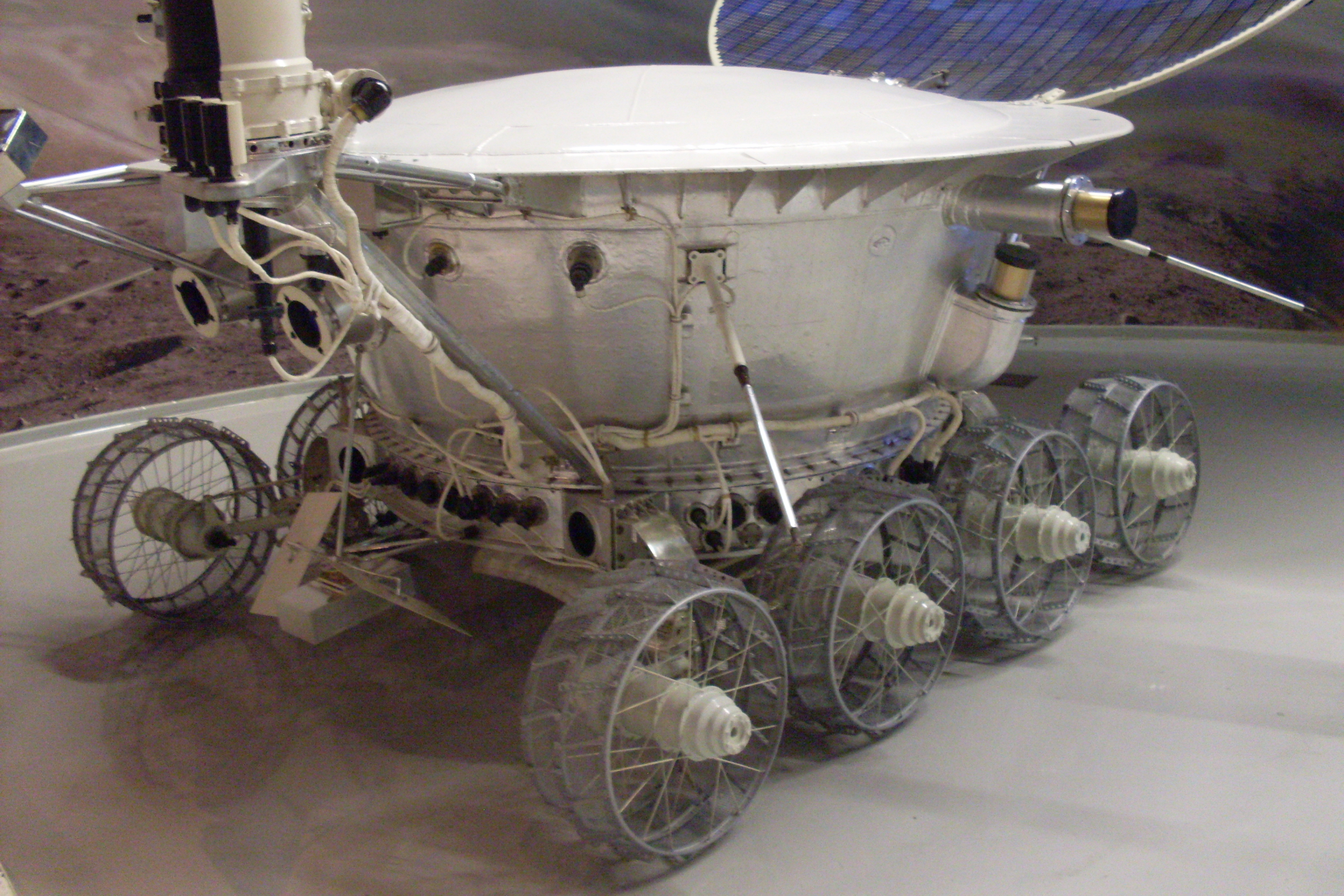
ルノホート1号（ルノホート計画も参照）

ウラジカフカス生まれ。サンクトペテルブルクで没。1976年に発見された小惑星の一つに、彼にちなんで命名されたものがある（5933ケムルジアン）。